# Matilde de Eschaumburgo-Lipa
Matilde de Eschaumburgo-Lipa (Buckeburgo, 11 de setembro de 1818 — Karlsruhe, 14 de agosto de 1891) foi uma duquesa de Württemberg, esposa do duque Eugénio Guilherme de Württemberg.

## Casamento e descendência
Matilde casou-se a 15 de julho de 1843 com o duque Eugénio Guilherme de Württemberg. O casal teve três filhos:
1. Guilhermina de Württemberg (11 de julho de 1844 – 24 de abril de 1892), casada com o duque Nicolau de Württemberg, sem descendência.
2. Eugénio de Württemberg (20 de agosto de 1846 – 27 de janeiro de 1877) casado com a grã-duquesa Vera Constantinovna da Rússia; com descendência.
3. Paulina de Württemberg (11 de abril de 1854 – 23 de abril de 1914) casada com  Melchor Hans Ottokar Willim, com descendência.

## Morte
Matilde morreu a 14 de agosto de 1891, aos setenta-e-um anos de idade, em Karlsruhe, Baden-Württemburg, Alemanha.

## Genealogia
| Matilde de Eschaumburgo-Lipa | Pai: Jorge Guilherme, Príncipe de Eschaumburgo-Lipa | Avô paterno: Filipe II, Conde de Eschaumburgo-Lipa  | Bisavô paterno: Frederico Ernesto, Conde de Lipa-Alverdissen      |
| Matilde de Eschaumburgo-Lipa | Pai: Jorge Guilherme, Príncipe de Eschaumburgo-Lipa | Avô paterno: Filipe II, Conde de Eschaumburgo-Lipa  | Bisavó paterna: Isabel Filipina de Friesenhausen                  |
| Matilde de Eschaumburgo-Lipa | Pai: Jorge Guilherme, Príncipe de Eschaumburgo-Lipa | Avó paterna: Juliana de Hesse-Philippsthal          | Bisavô paterno: Guilherme, Conde de Hesse-Philippsthal            |
| Matilde de Eschaumburgo-Lipa | Pai: Jorge Guilherme, Príncipe de Eschaumburgo-Lipa | Avó paterna: Juliana de Hesse-Philippsthal          | Bisavó paterna: Ulrica Leonor de Hesse-Philippsthal-Barchfeld     |
| Matilde de Eschaumburgo-Lipa | Mãe: Ida de Waldeck e Pyrmont                       | Avô materno: Jorge I, Príncipe de Waldeck e Pyrmont | Bisavô materno: Carlos Augusto, Príncipe de Waldeck e Pyrmont     |
| Matilde de Eschaumburgo-Lipa | Mãe: Ida de Waldeck e Pyrmont                       | Avô materno: Jorge I, Príncipe de Waldeck e Pyrmont | Bisavó materna: Cristiana Henriqueta de Zweibrücken               |
| Matilde de Eschaumburgo-Lipa | Mãe: Ida de Waldeck e Pyrmont                       | Avó materna: Augusta de Schwarzburg-Sondershausen   | Bisavô materno: Augusto II, Príncipe de Schwarzburg-Sondershausen |
| Matilde de Eschaumburgo-Lipa | Mãe: Ida de Waldeck e Pyrmont                       | Avó materna: Augusta de Schwarzburg-Sondershausen   | Bisavó materna: Cristina de Anhalt-Bernburg                       |